# Linaria arvensis
Linaria arvensis és una planta herbàcia classificada dins de la família de les escrofulariàcies que habita al sud, oest i centre d'Europa. Creix en terrenys sorrencs, entre roques en zones obertes.
És la menor de gènere Linaria, presenta una mida d'entre 8-14 cm, amb tiges alçades, blaves o amb tons purpuris, sense pèls, fulles inferiors partint d'un mateix punt (verticils) i superiors alternes sobre la tija, també blavoses, de fins a 15 mm de llarg i uns 2 d'amplada, generalment alguna cosa enrotllades longitudinalment. Flors a la primavera i estiu, blaus o lila-blau pàl·lid, amb gorja blanca i esperó curt, fi i molt corbat.